# Aracy Balabanian
Aracy Balabanian (Campo Grande, 22 de fevereiro de 1940 – Rio de Janeiro, 7 de agosto de 2023) foi uma atriz brasileira. Reverenciada como uma das maiores atrizes do país, tornou-se renomada por seus papéis marcantes na teledramaturgia ao longo de quase seis décadas de carreira. Balabanian é ganhadora de vários prêmios, incluindo um APCA, um Troféu Imprensa e um Melhores do Ano, além de ter sido agraciada com o prestigiado Troféu Mário Lago por sua contribuição artística.
Balabanian fez sua estreia profissional na peça Os Ossos do Barão (1963) no papel de Isabel. No entanto, sua carreira nos palcos começou muito antes disso, no teatro amador, quando tinha apenas 14 anos. Em seu primeiro papel, recebeu elogios da crítica, sendo aclamada como o "nascimento de uma estrela". Recebeu prêmios por suas atuações em O Defunto (1961) e Macbeth (1962), quando ainda estudava na Escola de Arte Dramática. Entre seus destaques no teatros, incluem-se ainda Júlio César (1964), Marat/Sade (1967), Primeira Feira Paulista de Opinião (1968), Hair (1969), Fulaninha e Dona Coisa (1991) e Clarice Coração Selvagem (1998).
Na televisão, sua estreia ocorreu em 1964 como antagonista de Marcados pelo Amor, na Record, e, na sequência, se transferiu para a TV Tupi, onde foi alçada ao posto de protagonista das principais obras da emissora. Aracy tornou-se muito popular por protagonizar sucessos de audiência da década de 1960, como Um Rosto Perdido (1965), Meu Filho, Minha Vida (1967), Antônio Maria (1968), Nino, o Italianinho (1969) e A Fábrica (1971). Durante a década de 1970, foi contratada pela TV Globo, onde continuou a protagonizar obras e consolidou-se como uma atriz de renome.
Cinco vezes indicada ao Troféu Imprensa, Balabanian ganhou um em 1995 por seu papel antagônico Filomena Ferretto em A Próxima Vítima. Aracy é conhecida por interpretar tipos exagerados que destacam-se nas produções. Ainda em seu currículo, destacam-se a batalhadora Milena em Locomotivas (1977), a cobradora Maria Faz-Favor em Coração Alado (1980), a vilã Helena em Elas por Elas (1982), a ardilosa Marta em Ti Ti Ti (1985), a misteriosa Maria em Que Rei Sou Eu? (1989), a excêntrica Armênia em Rainha da Sucata (1990) e Deus nos Acuda (1992), e a doce Germana em Da Cor do Pecado (2004). No entanto, foi como a socialite decadente Cassandra do humorístico Sai de Baixo (1996-02) que ganhou maior destaque do público.

## Juventude

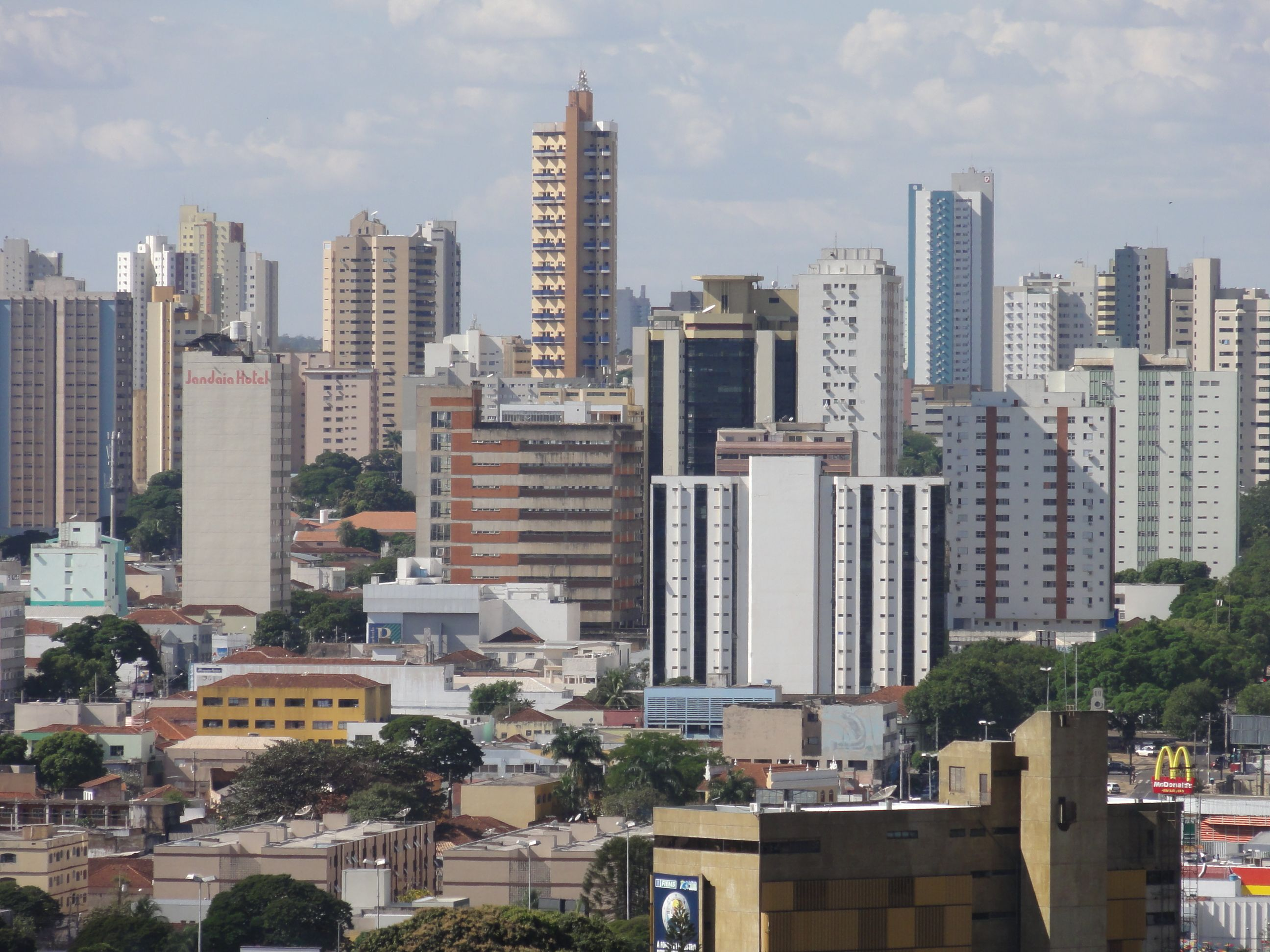
Vista panorâmica do centro de Campo Grande, MS, cidade natal da atriz

Filha de pais imigrantes, seus pais vieram da Armênia para o Brasil, fugindo do Genocídio armênio, promovido pelos turcos otomanos, naquele país. Eles fixaram residência em Campo Grande, capital do atual estado de Mato Grosso do Sul onde Aracy e os irmãos nasceram. Seu pai se chamava Rafael Balabanian e era comerciante e sua mãe era chamada Estér Balabanian, uma dona de casa.
Aos quinze anos mudou-se para São Paulo com os sete irmãos e ajudava os pais na criação dos irmãos menores. Fez e passou no vestibular para ciências sociais e para a Escola de Arte Dramática, vindo a abandonar os estudos de sociologia, de outro vestibular que ela fez e tinha passado, para se dedicar ao teatro, sua verdadeira paixão. Diz que viveu numa época que era considerado feio uma mulher fazer teatro, já que antigamente as mulheres tinham preferência a serem donas-de-casa e cuidarem dos assuntos domésticos.

## Carreira

### Formação acadêmica e primeiros anos no teatro
Aos quatro anos de idade, Aracy já tinha em mente que queria ser atriz. Em sua cidade, Campo Grande, não existiam teatros e ela frequentava muito o cinema na juventude com sua irmã, sendo o neorrealismo italiano seu gênero favorito. Desde pequena, porém, ela brincava de estar no palco representando: colocava uma cortina, fazia roupa de papel crepom e inventava a peça. Aos quinze anos e acompanhando sua família, mudou-se para São Paulo, onde passou a ter maior contato com o mundo artístico.
Balabanian foi uma excelente aluna no colégio Bandeirantes, onde foi incentivada por sua professora de português a frequentar eventos culturais. Aos 12 anos, emocionou-se profundamente ao assistir a uma peça da companhia teatral de Maria Della Costa, o que a fez decidir que seu destino estava no palco. Um encontro com Augusto Boal, durante uma apresentação de Ratos e Homens, levou-a a fazer um teste para o Teatro Paulista de Estudantes, onde foi aprovada, conheceu e aprendeu com Beatriz Segall. Sua estreia no teatro amador, aos 14 anos, em 1954, foi dirigida por Beatriz, e recebeu elogios do crítico Décio de Almeida Prado, que considerou sua estreia como o nascimento de uma estrela. Incentivada por nomes como Beatriz Segall, Augusto Boal e Gianfrancesco Guarnieri, ela recebeu conselhos para investir em sua carreira como atriz, mas também priorizar seus estudos. Ela ingressou na USP para estudar ciências sociais e na Escola de Arte Dramática (EAD).
Após abandonar a faculdade de sociologia no terceiro ano, dedicou-se exclusivamente à EAD, onde se formou após quatro anos de estudo. Destacou como maravilhosa essa experiência, especialmente devido aos excelentes professores, entre eles o Dr. Alfredo Mesquita, fundador da escola, que lhe proporcionou diversas oportunidades. O Dr. Alfredo valorizava a autodidatismo e destacava a importância de valores como pontualidade e bom domínio da língua portuguesa. Além dos ensinamentos de Alfredo Mesquita, Sérgio Cardoso compartilhava suas habilidades em maquiagem, aprendidas de forma autodidata, enquanto Cacilda Becker e Gianfrancesco Guarnieri também contribuíam com suas aulas e palestras, respectivamente.
Formada na décima turma da EAD, que cursara entre os anos de 1959 e 1962, passou a frequentar montagens na escola teatral que lhe rendera seus primeiros prêmios, como a melhor interpretação do ano em 1961 – junto com Myriam Muniz em O Defunto, de René de Obaldia – e, em 1962, por Macbeth. Desde então, passou a ser mais frequente em diversas montagens teatrais consolidando uma carreira nos palcos. Sua primeira peça profissional foi Os Ossos do Barão, do Jorge de Andrade, com direção de Maurice Vaneau, em 1963, no papel de "Isabel".

### 1964–69: Estreia na televisão e consolidação como atriz de telenovelas
A sua estreia em televisão foi na peça Antígona, de Sófocles, montada pela TV Tupi. No entanto, foi em 1964 que Balabanian atuou em sua primeira telenovela, gênero que viria a se consagrar como uma das maiores atrizes do país. Em Marcados pelo Amor (1964), da Record, atuou como a vilã dissimulada "Lúcia Dias Martinelli", que está disposta a destruir o relacionamento amoroso de sua própria irmã. Neste ano ainda, atua em sua segunda peça profissional, Vereda da Salvação, de Antunes Filho, importante peça do Teatro Brasileiro de Comédia (TBC), que estava em uma fase mais nacionalista, baseando-se em um intenso trabalho de preparação dos atores, que inclui exercícios específicos e laboratórios focados na recriação naturalista de um ambiente rural dominado pela histeria religiosa.
Em 1965 transferiu-se para a TV Tupi, convidada para protagonizar a telenovela Um Rosto Perdido, ao lado de Hélio Souto, onde interpretou a jovem "Alba", moça que vive em uma ilha e desenvolve um romance com um náufrago que aparece no local sem memória. Fez uma substituição na peça Depois da Queda (1965), com a Cia. de Maria Della Costa, em uma excursão pelo Brasil, onde interpretava "Holga". Contratada ainda na Tupi, estrelou o seriado O Amor Tem Cara de Mulher, em 1966, que contava ainda com Vida Alves, Cleyde Yáconis e Eva Wilma como um quarteto de mulheres distintas que compartilhavam  seus desafios na vida enquanto trabalhavam em um salão de beleza.
Em 1966, também, esteve no elenco da peça Júlio César, em mais uma parceria com Antunes Filho, peça a qual Balabanian descreve como um dos maiores fracassos de sua carreira. O elenco estrelado incluía Sadi Cabral como Júlio César, Jardel Filho e Raul Cortez competindo pela menor saia, e Juca de Oliveira e Luis Gustavo divertindo a todos com piadas constantes. Glória Menezes aparecia brevemente como Pórcia. O ensaio geral foi extremamente longo e caótico, com pessoas desmaiando e confusão no palco. Na estreia no Teatro Municipal de São Paulo, Sadi se machucou e continuou atuando, apesar das gargalhadas da plateia ao ver a bunda de Júlio César acidentalmente. O espetáculo durou apenas quinze dias, com problemas financeiros resultantes, incluindo um cheque sem fundos recebido por ela.
O ano seguinte foi bastante prolífico para sua carreira na televisão. Balabanian foi a protagonista de Meu Filho, Minha Vida (1967), no papel da pobre "Nellie Addams", que tem seu filho sequestrado ainda criança e entregue como parte de uma plano para uma família ambiciosa. A produção foi valorizada pelo forte desempenho dramático da atriz, que lhe rendera uma indicação como Melhor Atriz ao prestigiado Troféu Imprensa. Neste ano, ainda esteve em produções de menor repercussão como Angústia de Amar e Sublime Amor, todas na TV Tupi.
Em 1967, fruto de mais uma parceria com o diretor Ademar Guerra (a qual se iniciara em 1966 na peça Oh, que Delícia de Guerra), esteve no elenco da peça Marat/Sade. Balabanian fazia parte do coro como "Rossignol", uma personagem popular e meio cômica que interagia com outros cantores e pacientes mentais. Apesar de estar envolvida em novelas e cuidando de sua mãe doente na época, Aracy encontrou o trabalho desafiador e recompensador, sentindo uma forte conexão com o público. Ela dançava, cantava e se entregava ao papel, deixando uma marca significativa. Régis Cardoso frequentemente menciona que Aracy é a única lembrança que ele tem de Marat/Sade, o que a enche de orgulho.

Aracy com Carmem Monegal e Sérgio Cardoso em uma cena de Antônio Maria (1968), na Tupi

Contrário à carreira da atriz, o pai de Aracy só aceitou a opção profissional da filha em 1968, quando contracenou com Sérgio Cardoso na telenovela Antônio Maria, onde a atriz deu vida à mocinha "Heloísa", alvo da paixão de "Antônio Maria" (Cardoso), mas que enfrenta as maldades da irmã "Marina" (Monegal), a qual tenta impedir seu romance. O trabalho lhe rendeu sua terceira indicação ao Troféu Imprensa de Melhor Atriz. Neste ano, Balabanian fez diversas participações no teatro, incluindo as peças Verde que Te Quero Verde, A Lua Muito Pequena, A Receita, A Caminhada Perigosa, Animália e Primeira Feira Paulista de Opinião, que sofreu muita perseguição da censura pela Ditadura Militar. Em 1969, estrelou com Juca de Oliveira a novela Nino, o Italianinho, como a jovem "Bianca", uma moça meiga, tímida, não muito bonita e que, ainda por cima, tem um defeito na perna, e nutre uma paixão em segredo pelo protagonista. Neste ano, também, esteve em cartaz com o musical Hair.

### 1970–79: Prosseguimento da carreira e contratação pela TV Globo

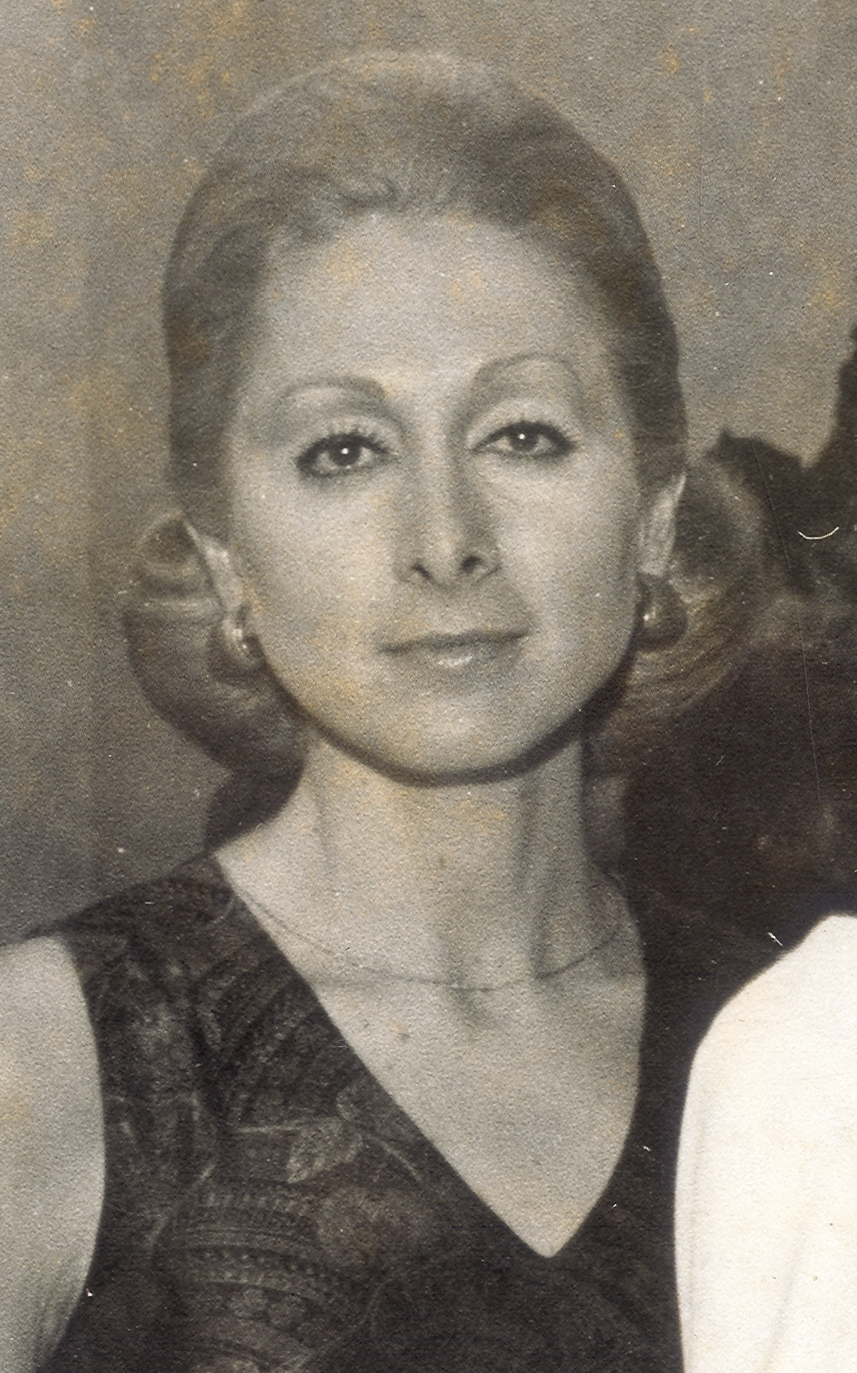
Aracy em cena da novela A Fábrica (1972), da TV Tupi

Após temporadas em cartaz com Hair nos palcos, voltou à televisão em 1971 protagonizando a telenovela A Fábrica. Na trama, deu vida à "Isabel", filha do falecido dono de uma fábrica de tecelagem, que tem a missão de reconstruir o legado do pai após um incêndio que destruiu todo o seu patrimônio. A novela foi criada para reverter a fase ruim de novelas da TV Tupi, trazendo Aracy novamente em par romântico com Juca de Oliveira com propósitos de repetir o sucesso do trabalho anterior. Em 1972, foi contratada pela TV Globo e esteve no elenco de O Primeiro Amor, no papel da psicóloga "Giovana", e na primeira temporada versão brasileira do seriado Vila Sésamo.
Agora contratada pela TV Globo, passou a integrar o elenco das principais produções da emissora, onde tornou-se bastante popular pela versatilidade de seus papéis. Em 1974, foi escalada como uma das cinco protagonistas de Corrida do Ouro, de Lauro César Muniz e Gilberto Braga, como a humilde e inteligente "Tereza". A trama acompanha um velho fazendeiro que morre e deixa em seu testamento que sua herança seria dividia misteriosamente entre cinco mulheres: Tereza, "Isadora" (Sandra Brea), "Gilda" (Célia Biar), "Patrícia" (Renata Sorrah) e "Ilka" (Maria Luíza Castelli).
Em 1975, teve sua estreia no cinema em uma das suas raras aparições em filme, no longa A Primeira Viagem. Neste ano, foi escala para interpretar a mocinha da novela das sete Bravo!, escrita por Janete Clair e Gilberto Braga, onde interpreta "Cristina", jovem ingênua recém-chegada do interior do Paraná para trabalhar no Rio de Janeiro. Em 1976, está no elenco principal da terceira fase da novela O Casarão, que acompanhava a história de vida de cinco gerações de uma família por meio de idas e vindas no passado, sendo um marco na renovação do estilo de telenovelas. Na trama, Balabanian é "Violeta", uma das filhas do casal "Carolina" (Yara Cortes) e "Atílio" (Mário Lago), uma solteirona que vivia, por tabela, um romance que a mãe havia tido na juventude.
Em 1977, foi convidada para interpretar a protagonista "Milena" na novela de sucesso Locomotivas, a primeira das sete com gravações coloridas. Inicialmente, a atriz recusou o papel alegando a necessidade de férias. No entanto, Boni conseguiu convencê-la a abrir mão de sua viagem à Europa para aceitar o papel principal na novela. "Milena" se tornou uma das personagens mais importantes da carreira da atriz. Na trama, ela é uma mulher bonita e charmosa que administra o salão de beleza da mãe, "Kiki Blanche" (Eva Todor), e tem três irmãos adotivos, incluindo "Fernanda" (Lucélia Santos), com quem disputa o amor de um homem. A situação se complica quando é revelado que "Milena" é na verdade a mãe biológica de "Fernanda", optando por abrir mão de seu amor em prol da felicidade da filha.
Em seguida, Aracy viajou pelo Brasil com Walmor Chagas e Lucélia Santos. O trio havia alcançado grande sucesso na novela Locomotivas e decidiu fazer uma excursão pelo país, mas buscando evitar espetáculos puramente comerciais. Ademar Guerra trouxe para eles um texto de Oswaldo Mendes, Brecht segundo Brecht. O público, que esperava ver o trio da televisão, foi surpreendido com uma abordagem culta brechtiana. O espetáculo foi um enorme sucesso financeiro, porém decidiram encerrar as apresentações. Em 1978, volta às novelas com mais uma protagonista, a "Teca" de Pecado Rasgado. A personagem é uma psicóloga, porém houve críticas por parte dos psicólogos, que consideraram seu comportamento emocionalmente instável demais para uma profissional da área.

### 1980–89: Versatilidade de papéis e amadurecimento
Sobre seu papel em Coração Alado, Balabanian comentou: "Começou a me afastar um pouco dessa figura da mocinha certinha, boazinha. Porque ela era muito louca".

— Balabanian em depoimento para o Memória Globo
Por conta do contrato cada vez mais consolidado com a TV Globo, Balabanian mudou-se de vez para o Rio de Janeiro. Sua primeira peça nos palcos cariocas foi À Direita do Presidente, em 1980, de Mauro Rasi e Vicente Pereira, sendo a única mulher do elenco. O processo de adaptação à nova cidade não foi fácil para Aracy, que relata inúmeros incômodos, sobretudo quanto ao calor carioca. Concomitantemente, estrela o elenco da novela do horário nobre Coração Alado, no papel da popular cobradora de ônibus "Maria Faz-Favor", exercitando seu lado cômico. A personagem ganhou a simpatia dos telespectadores. "Maria" era uma mulher trabalhadora e dedicada, apaixonada pelo falso barão "Von Strauss", interpretado por Jardel Filho, um massagista ambicioso que aspirava se tornar colunista social. Enquanto enganava "Maria Faz-Favor", ele se envolvia com mulheres da alta sociedade, sempre em busca de oportunidades vantajosas para si mesmo.
Em 1981, realizou uma participação especial na novela Brilhante, de Gilberto Braga, como "Vera", uma amiga de colégio da protagonista "Luiza" (Vera Fischer) que ela não via há muito tempo e por acaso se encontram em uma viagem a Londres. Saindo de Brilhante, após uma breve aparição, logo foi escalada para o time de protagonistas do clássico Elas por Elas (1982), de Cassiano Gabus Mendes, que trazia sete estrelas, incluindo Balabanian, Eva Wilma, Sandra Bréa, Joana Fomm, Esther Góes, Mila Moreira e Maria Helena Dias. Na trama, ela é "Helena Aranha", uma mulher de posses, temperamental, ciumenta, de personalidade forte e um tanto arrogante.
No ano de 1983, Aracy foi convidada para uma participação especial na novela Guerra dos Sexos, onde interpretou "Greta", uma das ex-mulheres do personagem de Tarcísio Meira, "Felipe". Em 1984, foi escalada para a substituta do horário, Transas e Caretas, como "Ana", uma mulher reprimida que não teve muitas chances na vida devido à difícil vida ao lado do marido repressor. Em 1985, interpreta "Marta" em Ti Ti Ti, uma mulher amarga que é demitida do ateliê de "Jacques Léclair" (Reginaldo Faria) após um romance com "Pedro" (Paulo Castelli), filho do costureiro. Após conseguir um emprego para sua filha "Gabriela" (Myrian Rios) no mesmo lugar, vê Pedro assediar a jovem, revivendo sua própria dor. Dividida entre proteger a filha e lidar com suas próprias mágoas, torna-se espiã de Jacques ao trabalhar com "Victor Valentim" (Luiz Gustavo). Nos anos 80 atuou no videoclipe "O Lindo Lago do Amor" do cantor Gonzaguinha ao lado de Fernanda Rodrigues.
Em 1986, afastou-se da TV Globo durante uma breve passagem pela Rede Manchete. Neste ano, foi escalada para um papel importante em Mania de Querer, onde interpretou a batalhadora "Lúcia". Ao longo da trama, a produção passou por algumas baixas, incluindo a troca de direção e saída dos atores principais da obra. Com isso, a personagem de Balabanian foi transformada em protagonista da trama. Os dramas de "Lúcia" agradaram o público e a decisão elevou a audiência. Em 1987, antagonizou Helena, interpretando a diabólica "Úrsula", que inferniza a vida da protagonista para tomar posse de sua herança.
Em 1988, retornou aos palcos sob a direção de Bibi Ferreira no espetáculo Follias no Box. Ainda em 1988, aparece no curta-metragem Caramujo-flor em uma participação como uma mulher vestida de preto. Já em 1989, retomou seu contrato com a TV Globo para interpretar a misteriosa "Maria Fromet" em Que Rei Sou Eu?, de Cassiano Gabus Mendes. Sua personagem é a mãe de "Jean Pierre", um bastardo. Quando jovem e camponesa pobre, teve um filho com Petrus II (Gianfrancesco Guarnieri). Após deixar a criança na ficticia Avilan, ela partiu para o exterior, casou-se com um nobre e mudou de nome, desaparecendo completamente. Aproveita o casamento de "Vanoli" (Jorge Dória), um dos conselheiros, como oportunidade para retornar a Avilan e buscar seu filho, o verdadeiro herdeiro do trono.

### 1990–02:Rainha da Sucata,A Próxima VítimaeSai de Baixo
Em 1990, protagonizou a peça Fulaninha e Dona Coisa, de Marco Nanini, ao lado de Louise Cardoso, onde interpretou a executiva ocupada e exigente "Dona Coisa". Também em 1990, foi convidada para o estrelado elenco de Rainha da Sucata. Balabanian se destacou no elenco ao interpretar de forma memorável "Dona Armênia", uma mãe apaixonada que cuidava com fervor de "seus três filhinhas". Com um estilo visual extravagante e um sotaque hilário que mesclava armênio e português, ela demonstrou sua autoridade como proprietária do edifício da Sucata na Avenida Paulista ao decidir pela implosão, provocando risos do público com seu famoso bordão: "Quero esse prédio na chon!". Originalmente idealizada por Silvio de Abreu como Dona Giovanna, uma mãe italiana, a personagem foi adaptada para "Armênia" depois que Nair Bello recusou o papel devido a compromissos com o SBT. Aracy, filha de imigrantes armênios, conseguiu incorporar de maneira autêntica o sotaque e alguns costumes de sua origem ao interpretar o papel.
Em 1991, fez uma participação na primeira fase da novela Felicidade, de Manoel Carlos, como "Paquita", uma parteira do interior que, na verdade, era paga para realizar abortos. O sucesso de sua personagem "Armênia" foi tanto, que Silvio de Abreu a convidou para interpretar a mesma em Deus nos Acuda, em 1992. Em 1994, atuou em participações especiais em Pátria Minha, novela de Gilberto Braga, como "Rosário", uma mãe reacionária que persegue a professora "Marina" (Renée de Vielmond) na faculdade de seu filho, e também aparece em episódios do programa Caso Especial.
Em 1995, atua em A Próxima Vítima, mais uma contribuição com Silvio de Abreu. Balabanian destacou-se na produção ao interpretar a chefe da família Ferreto, "Filomena", personagem emblemática e alçada a uma espécie de “Don Corleone de saias” (referência ao personagem de Marlon Brando no filme O Poderoso Chefão, de 1972). Ela interpretou uma personagem dominadora, autoritária, preconceituosa e arrogante, que conquistou a posição de liderança no clã e o comanda com firmeza, disposta a qualquer coisa para proteger seus interesses. A maior tristeza de sua vida é não ter conseguido gerar um filho. Por esse trabalho, foi considerada a melhor atriz do ano, angariando estatuetas no Prêmio APCA, Troféu Imprensa e Melhores do Ano, as mais importantes distinções da televisão brasileira.
Em 1996, revolucionou sua carreira ao integrar o elenco do programa humorístico Sai de Baixo, que tornou-se um enorme sucesso de audiência na TV Globo em seis temporadas, entre 1996 e 2002. Ao lado de Luis Gustavo, Miguel Falabella, Marisa Orth, Cláudia Jimenez e Tom Cavalcante, protagonizou a cena como socialite decadente "Cassandra". O programa era transmitido ao vivo aos domingos à noite, gravado ao vivo do Teatro Procópio Ferreira. Sua proposta era integrar todos os imprevistos e improvisos que podem ocorrer em cena, em uma atmosfera que remetia aos primeiros programas da televisão brasileira, quando ainda não havia videotape (VT) para edição das gravações. Aracy declarou que no começo do programa, havia pedido para sair vendo que após extenso currículo de tragédias, não funcionava nesse papel cômico, acima de tudo por não segurar o riso diante dos colegas. O diretor Daniel Filho então pediu para ela rir sempre que quisesse. O riso da atriz em cena se tornou marca registrada, com Miguel Falabella chegando a dizer que ‘Se o público não entendeu a piada, a Aracy fecha’.
Em 1998, protagonizou o solo Clarice - Coração Selvagem, peça escrita e dirigida pela autora Maria Lucya de Lima, onde Balabanian encarnou a escritora Clarice Lispector. Neste ano, também volta a atuar no cinema fazendo uma participação no filme Policarpo Quaresma, Herói do Brasil, uma adaptação do livro Triste Fim de Policarpo Quaresma, escrito por Lima Barreto que narra a vida de um patriota que se revolta com os rumos do país no final do século XIX, influenciado pela cultura francesa.

### 2003–13: Retorno às telenovelas e demais trabalhos
Com o fim de Sai de Baixo, Balabanian voltou para as telenovelas após sete anos em Sabor da Paixão (2002-03) no papel da vaidosa "Hermínia". Sua personagem é a mãe de "Cecília" (Cássia Kis), uma mulher implicante e intrometida que gosta de opinar na vida dos outros. Ela mora na casa da filha e vive criticando o genro, "Miguel" (Lima Duarte). Nunca aprovou o casamento de Cecília, desejando para ela um marido rico. Apesar de viúva há muito tempo, ela ainda mantém esperanças de casar novamente e é vaidosa, gastando boa parte de sua renda em roupas, salão de beleza e bijuterias. Em dezembro de 2003, estrelou o episódio "Irmãos Naves" do programa de investigação policial Linha Direta, no papel de "Ana Rosa Naves".
Em 2004, destacou-se como a governanta "Germana" na novela das sete Da Cor do Pecado, de João Emanuel Carneiro. Inicialmente, o papel seria pequeno e coadjuvante, no entanto a relação da governanta com o patrão "Afonso Lambertini", interpretado por Lima Duarte, foi conquistando atenção do público e o papel ganhou maior espaço na trama. Em 2005, volta ao horário das sete em uma parceria com os autores Miguel Falabella e Maria Carmem Barbosa em A Lua me Disse, atuando como "Leontina de Sá Marques", mãe de "Regina" (Maitê Proença), "Armando" (Giuseppe Oristânio) e "Madô" (Débora Bloch), ela sempre viveu em conflito com sua filha mais velha, acreditando que "Regina" tem a obrigação de financiar os desejos dos irmãos, já que a vida foi mais generosa com ela. É uma mulher dura, com observações cortantes e um certo cinismo na voz. Ao mesmo tempo em que é inflexível com "Regina", sempre passa a mão na cabeça de seus outros filhos.
Em 2006, voltou aos palcos após anos na peça Comendo Entre as Refeições. No ano seguinte, retorna à televisão para atuar na novela Eterna Magia como a doce "Inácia". No enredo, sua personagem é esposa de "Zequinha" (Isaac Bardavid) e mãe de "Lucas" (Cauã Reymond), "Miguel" (Marco Pigossi) e "Bruno" (Thiago de Los Reyes), é a irmã mais velha de Loreta" (Irene Ravache). Trabalha para os Sullivans há muitos anos e é confidente de Pérola (Eliane Giardini). É uma mulher de boa índole, alegre, amorosa e excelente mãe, sempre disposta a ajudar os filhos e proporcionar uma vida digna ao lado de "Zequinha".

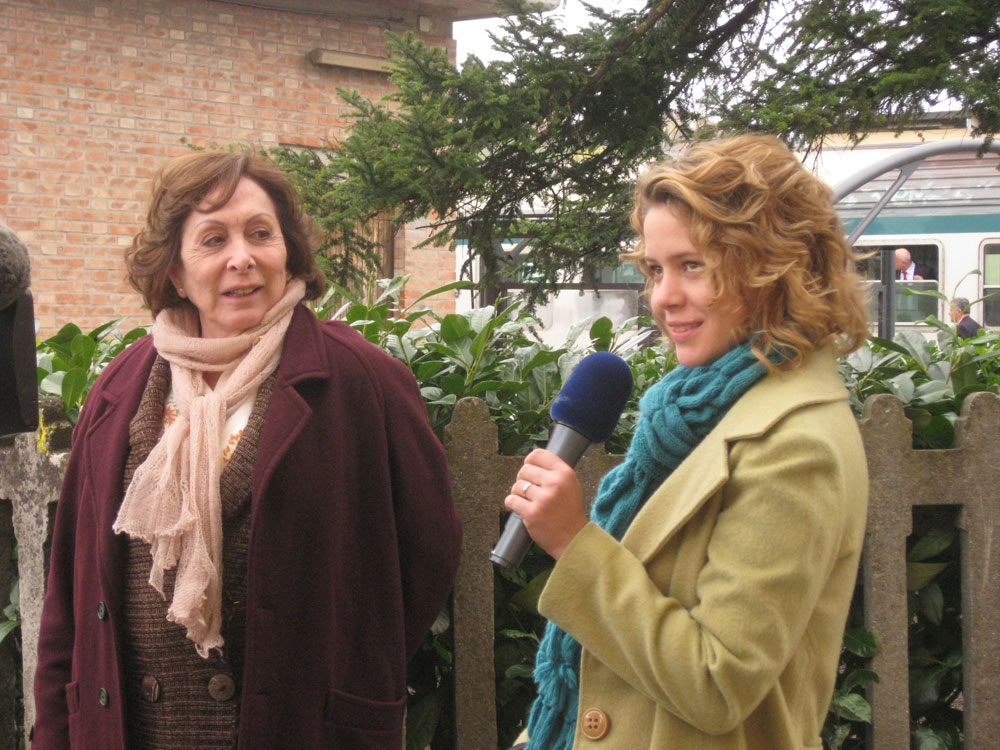
Aracy e Leandra Leal em Toscana, Itália, durante as gravações de Passione, em 2010

Em 2008, apareceu no episódio "As Testemunhas, o Hóspede e os Amantes" do humorístico Casos e Acasos e no episódio "A Ilha do Dr. Ladir" de Toma Lá, Dá Cá, onde atuou novamente ao lado de Miguel Falabella e Marisa Orth, fazendo referência aos tempos em que trabalharam juntos no seriado Sai de Baixo. Neste ano ainda, formou um triângulo amoroso com Juca de Oliveira e Fernanda Montenegro na série Queridos Amigos e esteve no especial de fim de ano O Natal do Menino Imperador. Em 2010, viaja para a Itália para gravar a novela das nove Passione, voltando a trabalhar com o autor Silvio de Abreu. Na trama, interpreta "Gemma", irmã mais velha do protagonista "Totó", interpretado por Tony Ramos. Ela é uma mulher forte, que chega a ser cômica por seus exageros e emoções à flor da pele. Sua personagem é a responsável por cuidar da família, esquecendo de si mesma muita vezes, e é a primeira a desconfiar da vilã "Clara", papel de Mariana Ximenes.
Em 2012, interpretou a vilã "Máslova" em Cheias de Charme. Sua personagem é uma mulher avarenta que vive de mesada do marido de sua falecida filha. Forma uma dupla de vigaristas com o neto "Conrado" (Jonatas Faro), sendo ela a mente por trás de todos os planos do neto. Em 2013, o Canal Viva, em comemoração ao seu aniversário de três anos, produziu um especial de quatro episódios do programa Sai de Baixo, trazendo Aracy novamente no papel de "Cassandra". Também em 2013, ela interpretou um papel peculiar na segunda versão de Saramandaia, escrita por Ricardo Linhares. Apesar de continuar no papel de uma mãezona, algo que já dominava desde Dona Armênia, desta vez sua personagem tinha um filho com uma particularidade única. A novela, cuja primeira versão data de 1976, escrita por Dias Gomes com elementos de realismo fantástico, trouxe Aracy como "Bubu", mãe de "Aristóbulo" (Gabriel Braga Nunes), que se transformava em lobisomem todas as noites de quinta-feira.

### 2014–19: Últimos trabalhos e encerramento da carreira

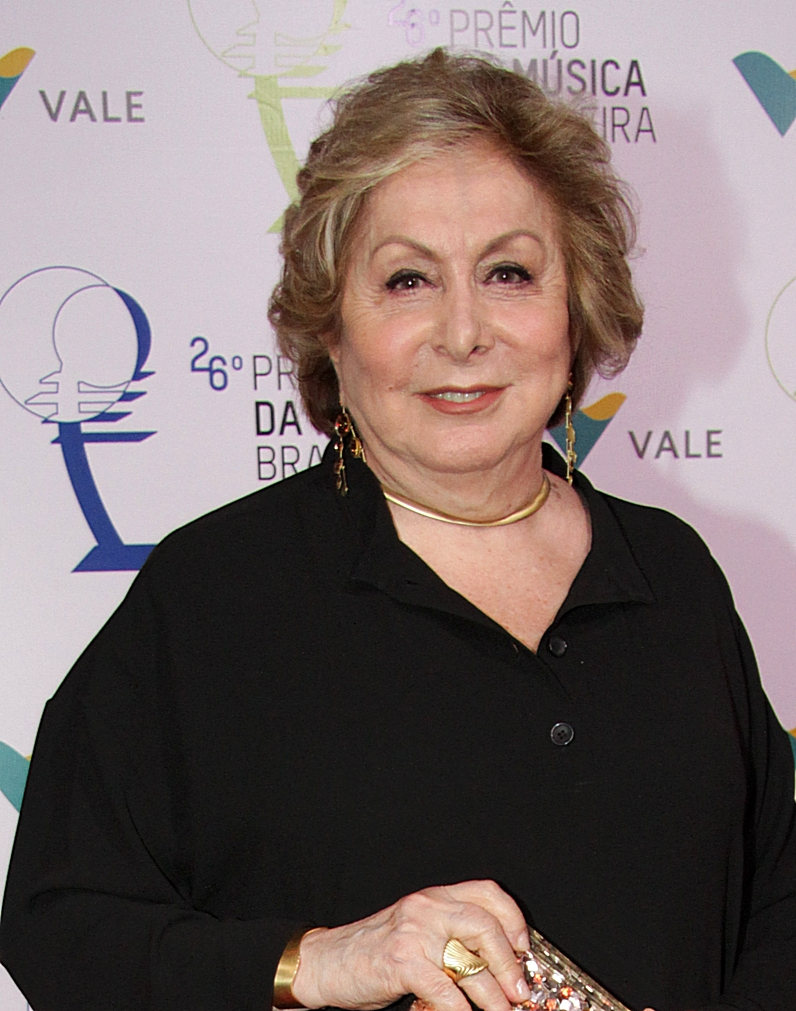
Balabanian em 2015, no Prêmio da Música Brasileira

Em 2014, Aracy interpretou "Iracema", uma dona de casa em Geração Brasil. Durante as gravações, precisou se ausentar por cerca de um mês devido a uma infecção respiratória. No entanto, o pequeno grupo que formou com as atrizes Daisy Lúcidi e Lady Francisco fez sucesso e ganhou destaque na trama. Em 2016, atua na minissérie Ligações Perigosas, como "Consuelo", uma mulher de bem com a vida que gosta de viver cercada de jovens.
Em 2016, é escalada para a novela Sol Nascente para interpretar a matriarca italiana "Geppina". Ela é uma italiana que chegou ao Brasil ao lado de seu grande amor, "Gaetano" (Francisco Cuoco). Eles fugiram da Itália depois que "Geppina" abandonou um mafioso para quem estava prometida em casamento. Este segredo é guardado pela família, enquanto "Geppina" e "Gaetano" mantêm viva a chama da paixão até os dias de hoje. Em 2017, integrou o elenco de Pega Pega em uma participação especial como "Mariazinha", uma socialite amiga de Sabine, interpretada por Irene Ravache. Durante sua participação, revela que a empresária não comunicou à polícia quando encontrou "Dom", interpretado por David Junior, ainda criança, perdido e sozinho na rua.
Em 2018, Aracy Balabanian recebeu uma homenagem do elenco de Malhação – Vidas Brasileiras por seus 56 anos de carreira. Na série, ela participou como Janete, a avó do personagem "Kavaco" (Gabriel Contente). No ano seguinte, esteve nos cinemas com a comédia Sai de Baixo - O Filme, baseado no sitcom homônimo de 1996, onde ela mais uma vez esteve na pele da socialite decadente Cassandra Mathias Salão. Ainda em 2019, estrelou o especial de fim de ano Juntos a Magia Acontece, no papel de "Dona Rosa", sendo essa sua útlima aparição na televisão e o último trabalho de sua carreira.

## Vida pessoal
A atriz manteve relacionamentos amorosos com homens anônimos e famosos, mas optou em não se casar e não ter filhos, para dedicar-se totalmente a sua carreira. Em entrevistas revelou ter feito dois abortos em uma clínica clandestina. Revelou que interrompeu sua primeira gravidez porque estava no início de sua carreira e havia sido abandonada grávida por seu primeiro namorado, e a segunda interrupção ocorreu porque sofria violência doméstica de seu namorado, que queria proibi-la de trabalhar.

### Morte
Aracy morreu no dia 7 de agosto de 2023, aos 83 anos. Ela estava internada no Centro de Terapia Intensiva de um hospital da Zona Sul do Rio de Janeiro (RJ) para o tratamento de um câncer no pulmão.

## Teatro
| Ano  | Título                             | Personagem               | Nota(s)               |
| ---- | ---------------------------------- | ------------------------ | --------------------- |
| 1957 | Juno e o Pavão                     | Sra. Tancred             |                       |
| 1958 | Frei Luis de Souza                 | D. Madalena de Vilhena   |                       |
| 1961 | Bodas de Sangue                    | Noiva                    |                       |
| 1961 | Os Persas                          | Atosa                    |                       |
| 1962 | Macbeth                            | Lady Macbeth             |                       |
| 1963 | Os Ossos do Barão                  | Isabel                   | Estreia profissional  |
| 1964 | Vereda da Salvação                 | Ana                      |                       |
| 1965 | Depois da Queda                    | Holga                    |                       |
| 1966 | Marat/Sade                         | Porcia, Mulher de Brutus |                       |
| 1968 | Verde que Te Quero Verde           |                          |                       |
| 1968 | A Lua Muito Pequena                |                          |                       |
| 1968 | A Caminhada Perigosa               |                          |                       |
| 1968 | Animália                           |                          |                       |
| 1968 | Primeira Feira de Opinião Paulista | Vários personagens       |                       |
| 1969 | O Líder                            |                          |                       |
| 1969 | O Senhor Doutor                    |                          |                       |
| 1969 | Hair                               |                          |                       |
| 1977 | Brecht Segundo Brecht              |                          |                       |
| 1978 | Último Dia de Aracelli             |                          | Também como produtora |
| 1980 | À Direita do Presidente            |                          |                       |
| 1982 | Por Uma Noite                      |                          |                       |
| 1984 | Boa Noite, Mãe                     | Jessie Cates             | Também como produtora |
| 1985 | O Tempo e os Conways               |                          |                       |
| 1988 | Follias no Box                     |                          |                       |
| 1990 | Fulaninha e Dona Coisa             | Dona Coisa               |                       |
| 1993 | E Agora?                           |                          |                       |
| 1995 | Noite Feliz                        |                          |                       |
| 1998 | Clarice, Coração Selvagem          | Clarice Lispector        |                       |
| 2006 | Comendo Entre as Refeições         |                          |                       |

## Filmografia

### Televisão
| Ano       | Título                                   | Personagem                     | Nota(s)                                            |
| --------- | ---------------------------------------- | ------------------------------ | -------------------------------------------------- |
| 1964      | Marcados pelo Amor                       | Lúcia Dias Martinelli          |                                                    |
| 1965      | Um Rosto Perdido                         | Alba                           |                                                    |
| 1965      | TV de Vanguarda                          | —                              | Episódio: "Antigone"                               |
| 1966      | O Amor Tem Cara de Mulher                | Matilde                        |                                                    |
| 1967      | Angústia de Amar                         | Jane                           |                                                    |
| 1967      | Meu Filho, Minha Vida                    | Nellie Addams                  |                                                    |
| 1967      | Sublime Amor                             | Helena                         |                                                    |
| 1968      | Antônio Maria                            | Heloísa Dias Leme              |                                                    |
| 1969      | Nino, o Italianinho                      | Bianca                         |                                                    |
| 1971      | A Fábrica                                | Isabel                         |                                                    |
| 1972      | O Primeiro Amor                          | Giovana                        |                                                    |
| 1972      | Vila Sésamo                              | Gabriela                       |                                                    |
| 1974      | Corrida do Ouro                          | Tereza Rodrigues               |                                                    |
| 1975      | Bravo!                                   | Cristina Lemos                 |                                                    |
| 1976      | O Casarão                                | Violeta                        |                                                    |
| 1977      | Locomotivas                              | Milena Cabral                  |                                                    |
| 1978      | Pecado Rasgado                           | Teca                           |                                                    |
| 1980      | Coração Alado                            | Maria Faz Favor                |                                                    |
| 1981      | Brilhante                                | Vera Mesquita                  |                                                    |
| 1982      | Elas por Elas                            | Helena Aranha Muniz            |                                                    |
| 1983      | Guerra dos Sexos                         | Greta                          | Participação especial                              |
| 1984      | Transas e Caretas                        | Ana                            |                                                    |
| 1985      | Um Sonho a Mais                          | Isolda                         |                                                    |
| 1985      | Ti Ti Ti                                 | Marta Morgado                  |                                                    |
| 1986      | Mania de Querer                          | Lúcia Nogueira                 |                                                    |
| 1987      | Helena                                   | Úrsula Amaral do Vale          |                                                    |
| 1989      | Que Rei Sou Eu?                          | Maria Fromet / Lenoir Gaillard |                                                    |
| 1990      | Rainha da Sucata                         | Dona Armênia Giovanni          |                                                    |
| 1991      | Felicidade                               | Paquita                        | Episódios: "7 de outubro–2 de novembro"            |
| 1992      | Deus Nos Acuda                           | Dona Armênia Giovanni          |                                                    |
| 1994      | Pátria Minha                             | Rosário Pires                  |                                                    |
| 1994      | Caso Especial                            | Dona Esperança                 | Episódio: "Desinibida do Grajaú"                   |
| 1994      | Caso Especial                            | Assunta                        | Episódio: "Feliz Aniversário"                      |
| 1995      | Engraçadinha: Seus Amores e Seus Pecados | Senhora no cinema              | Participação                                       |
| 1995      | A Próxima Vítima                         | Filomena Ferreto Giardini      |                                                    |
| 1996–2002 | Sai de Baixo                             | Cassandra Mathias Salão        |                                                    |
| 2001      | Brava Gente                              | Custódia                       | Episódio: "Os Mistérios do Sexo"                   |
| 2002      | Sabor da Paixão                          | Hermínia Lemos                 |                                                    |
| 2003      | Linha Direta                             | Ana Rosa Naves                 | Episódio: "Irmãos Naves"                           |
| 2004      | Da Cor do Pecado                         | Germana Pacheco                |                                                    |
| 2005      | A Lua Me Disse                           | Leontina Sá Marques            |                                                    |
| 2007      | Eterna Magia                             | Inácia Finnegan                |                                                    |
| 2008      | Casos e Acasos                           | Amélia                         | Episódio: "As Testemunhas, o Hóspede e os Amantes" |
| 2008      | Queridos Amigos                          | Teresa Fernandes Moretti       |                                                    |
| 2008      | Toma Lá, Dá Cá                           | Shafika Sarakutian             | Episódio: "A Ilha do Dr. Ladir"                    |
| 2008      | O Natal do Menino Imperador              | Dona Mariana                   | Especial de fim de ano                             |
| 2010      | Passione                                 | Gemma Mattoli                  |                                                    |
| 2012      | Cheias de Charme                         | Máslova Tilman                 |                                                    |
| 2013      | Louco por Elas                           | Cândida                        | Episódio: "A Volta de Veruska"                     |
| 2013      | Sai de Baixo                             | Cassandra Mathias Salão        |                                                    |
| 2013      | Saramandaia                              | Eponina Camargo (Dona Pupu)    |                                                    |
| 2014      | Geração Brasil                           | Iracema Avelar                 |                                                    |
| 2016      | Ligações Perigosas                       | Consuelo                       |                                                    |
| 2016      | Sol Nascente                             | Giuseppina De Angeli (Gepinna) |                                                    |
| 2017      | Pega Pega                                | Mariazinha Pires de Sabóia     | Episódios: "16–20 de dezembro"                     |
| 2018      | Tá no Ar: a TV na TV                     | Ela mesma                      | Episódio: "20 de março"                            |
| 2018      | Malhação: Vidas Brasileiras              | Janete Kavaco                  | Episódios: "17–25 de julho"                        |
| 2019      | Malhação: Vidas Brasileiras              | Janete Kavaco                  | Episódio: "22 de março"                            |
| 2019      | Juntos a Magia Acontece                  | Dona Rosa                      | Especial de fim de ano                             |

### Cinema
| Ano  | Título                                     | Personagem              | Notas          |
| ---- | ------------------------------------------ | ----------------------- | -------------- |
| 1975 | A Primeira Viagem                          | Irene                   |                |
| 1988 | Caramujo-flor                              | Mulher de vestido preto | Curta-metragem |
| 1995 | O Espiritismo - De Kardec aos Dias de Hoje | Narradora               | Documentário   |
| 1998 | Policarpo Quaresma, Herói do Brasil        | Maricota                |                |
| 2010 | De Corpo Inteiro Entrevistas               | Clarice Lispector       | Documentário   |
| 2019 | Sai de Baixo - O Filme                     | Cassandra Mathias Salão |                |

## Prêmios e indicações
| Ano  | Associações                     | Categoria                          | Nomeações                 | Resultado |
| ---- | ------------------------------- | ---------------------------------- | ------------------------- | --------- |
| 1967 | Troféu Imprensa                 | Melhor Atriz                       | O Amor Tem Cara de Mulher | Indicada  |
| 1967 | Troféu Roquette Pinto           | Melhor Atriz                       | O Amor Tem Cara de Mulher | Venceu    |
| 1968 | Troféu Imprensa                 | Melhor Atriz                       | Meu Filho, Minha Vida     | Indicada  |
| 1969 | Troféu Imprensa                 | Melhor Atriz                       | Antônio Maria             | Indicada  |
| 1991 | Troféu Imprensa                 | Melhor Atriz                       | Rainha da Sucata          | Indicada  |
| 1995 | Prêmio Globo de Melhores do Ano | Melhor Atriz de Novela             | A Próxima Vítima          | Venceu    |
| 1996 | Prêmio APCA de Televisão        | Melhor Atriz — Televisão           | A Próxima Vítima          | Venceu    |
| 1996 | Troféu Imprensa                 | Melhor Atriz                       | A Próxima Vítima          | Venceu    |
| 2003 | Prêmio Contigo! de TV           | Melhor Atriz Cômica                | Sabor da Paixão           | Indicado  |
| 2010 | Prêmio Quem de Televisão        | Melhor Atriz Coadjuvante           | Passione                  | Indicada  |
| 2018 | Troféu Mário Lago               | Conjunto da Obra                   | —                         | Venceu    |
| 2019 | Prêmio CinEuphoria              | Prêmio Especial (conjunto da obra) | —                         | Venceu    |